# Creatonotos camula
Creatonotos camula är en fjärilsart som beskrevs av Jean Baptiste Boisduval. Creatonotos camula ingår i släktet Creatonotos och familjen björnspinnare. Inga underarter finns listade i Catalogue of Life.